# Stanisław Zimoch

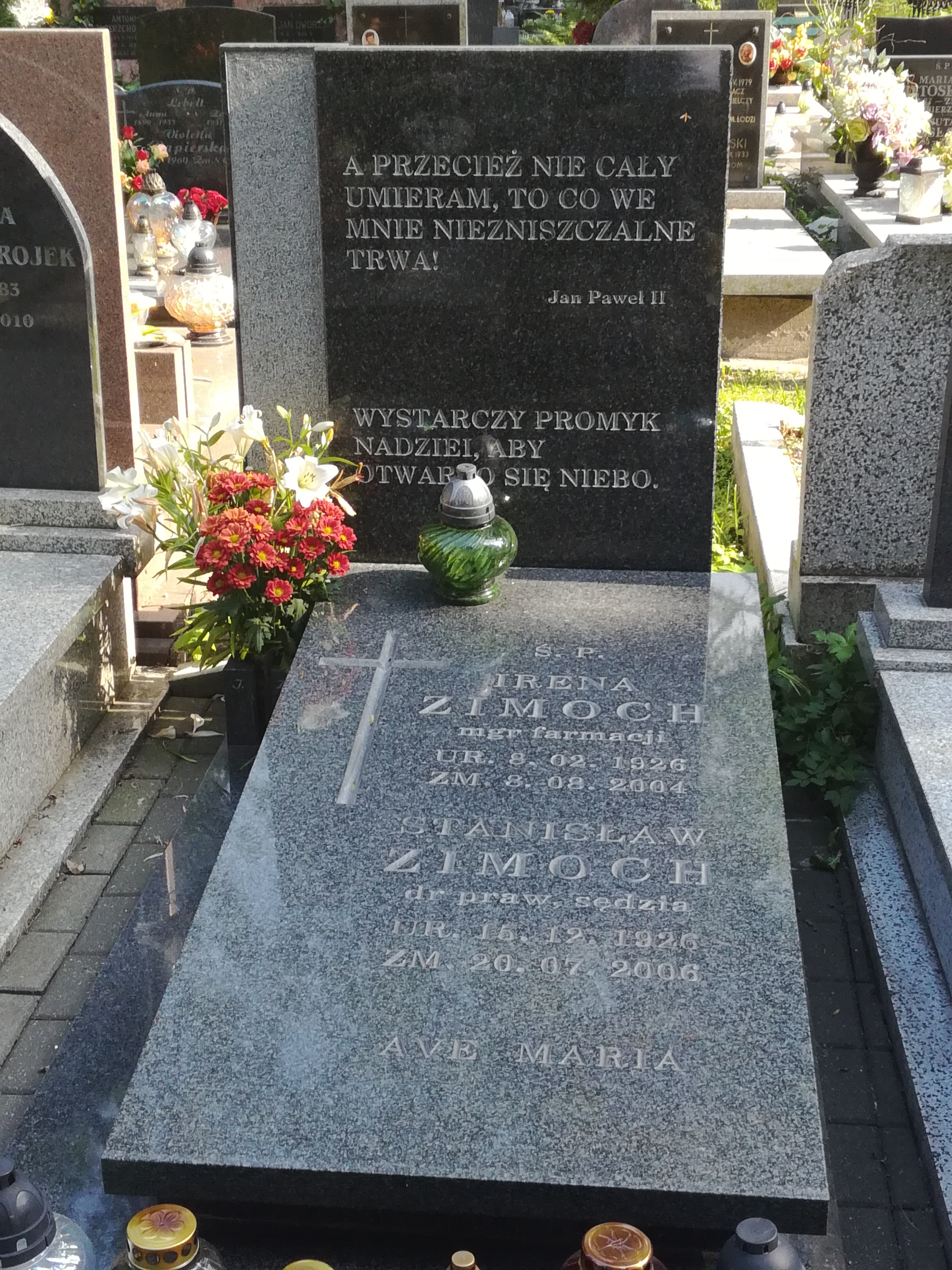
Grób Stanisława Zimocha na Starym Cmentarzu w Łodzi

Stanisław Zimoch (ur. 15 grudnia 1926 w Złoczewie, zm. 20 lipca 2006) – polski prawnik i sędzia, przewodniczący Krajowej Rady Sądownictwa w latach 1990–1994.

## Życiorys
Syn Tomasza. W 1954 ukończył studia na Wydziale Prawa Uniwersytetu Łódzkiego uzyskując tytuł magistra prawa. W 1978 uzyskał na UŁ stopień naukowy doktora nauk prawnych. Należał do Stronnictwa Demokratycznego.
W 1959 został aplikantem sądowym, w 1961 zdał egzamin sędziowski z wyróżnieniem. Po odbyciu asesury w 1964 uchwałą Rady Państwa został powołany na sędziego Sądu Powiatowego dla miasta Łodzi w Łodzi, w 1968 był wiceprezesem tego Sądu, a od 1971 sędzią sądu wojewódzkiego w Łodzi dla miasta Łodzi w Łodzi. W 1968 odznaczony odznaką honorową Rady Narodowej miasta Łodzi. W kwietniu 1980 został sekretarzem wojewódzkiego oddziału Związku Prawników Polskich. Współtworzył projekty dotyczące utworzenia Krajowej Rady Sądownictwa i był jej pierwszym przewodniczącym (od  23 lutego 1990 roku do 23 lutego 1994). Był pierwszym prezesem Sądu Apelacyjnego w Łodzi. W 1996 przeszedł na emeryturę, w 1998 został sędzia w stanie spoczynku.
Był żonaty z Ireną (1926–2004). Ich synem jest Tomasz Zimoch, dziennikarz i polityk, członek Krajowej Rady Sądownictwa od 2023. 
Pochowany na Starym Cmentarzu przy ul. Ogrodowej w Łodzi, w części katolickiej.

## Odznaczenia
Został odznaczony Krzyżem Oficerskim (1989) i Komandorskim (1996) Orderu Odrodzenia Polski. W 2010 odznaczony pośmiertnie Medalem „Zasłużony dla Wymiaru Sprawiedliwości – Bene Merentibus Iustitiae”.